# Donato Poveda
Donato Poveda, (Santiago de Cuba, 4 de outubro de 1962) é um cantor e compositor cubano.
Ele começou sua carreira com 18 anos na música da ilha de Cuba. Compositor de música para teatro e televisão, especialmente (La Botija) com o qual ganhou o prêmio de melhor música do Festival Internacional de Cinema de Havana em 1989. Foram grandes sucessos na verdade tornou-se um dos compositores mais requisitados pelas grandes estrelas: "Você conduziu-me a Vida" e "Es Por Amor", popularizado por Alexandre Pires, entre outras, também "seria" "Só Your Love", "Oh mãe", "Candela", "indispensável" na voz de Chayanne, "Agua Dulce, Agua Sala", de Julio Iglesias, e "Stop Loving", "Ensina-me a viver sem você" popularizada pelo porto-riquenho Gilberto Santa Rosa, contando também com a adaptação da canção "You Raise Me Up", intitulada "For You Be" um sucesso de Josh Groban. Donato já trabalhou com artistas como Emmanuel, El Puma, Cristian Castro, Alejandro Fernandez, Melina Leon, Milly Quezada, Sergio Dalma, Hector Montaner, Lissette e Willy Chirino, Soledad Bravo, Tania Libertad, Juan Carlos Baglietto, Sandra Mihanovich, entre outros